# Holcombe Ward

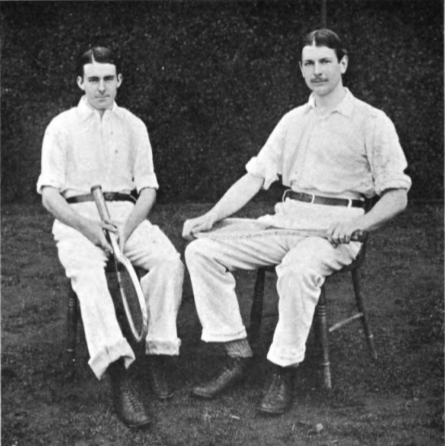
Holcombe Ward och Dwight F. Davis.

Holcombe Ward, född 23 november 1878 i New York, död 23 januari 1967 i Red Bank, New Jersey, var en amerikansk högerhänt tennisspelare. Ward var en av de 10 bästa spelarna i USA de sista åren av 1800-talet och 1900-talets första år. Säsongen  1904 rankades han som etta i USA. Ward är särskilt ihågkommen som en av de tre studenterna från Harvard University som utgjorde det första amerikanska Davis Cup-laget. De övriga spelarna var initiativtagaren och grundaren Dwight F. Davis och Malcolm Whitman. 
Ward upptogs 1956 i International Tennis Hall of Fame.

## Tenniskarriären
Under sin tid vid Harvard University spelade Ward dubbel med Dwight Davis. Paret vann 1899 dubbeltiteln i Intercollegiate Championships. Tillsammans med Davis vann han herrdubbeltiteln i Amerikanska mästerskapen tre år i följd (1899-1901) över amerikanska motståndarpar. År 1904 vann Ward singeltiteln i Amerikanska mästerskapen genom finalseger över William Clothier (10-8, 6-4, 9-7). Året därpå förlorade han sin titel till Beals Wright (2-6, 1-6, 9-11).

### Davis Cup-spelaren Ward
Holcombe Ward deltog 1900 i det allra första amerikanska Davis Cup (DC)-laget. Han var även med det andra DC-året, 1902, och senare även 1905-06. År 1900 mötte det amerikanska laget ett brittiskt lag som rest från England till USA. I det brittiska laget spelade Arthur Gore, Ernest Black och Herbert Roper Barrett. Ward spelade andra dagens dubbel tillsammans med Davis och besegrade Roper Barrett/Black med 6-4, 6-4, 6-4. Amerikanerna vann hela mötet med 3-0 i matcher och blev därmed de första Cup-segrarna i DC-historien. Säsongen 1902 möttes de båda lagen igen i Challenge Round. Denna gång mötte Ward/Davis de engelska bröderna Doherty i dubbelmatchen. Engelsmännen vann med 3-6, 10-8, 6-3, 6-4, men amerikanerna vann hela mötet med 3-2 i matcher. Säsongerna 1905 och 1906 vann de brittiska lagen Cup-titeln efter finalsegrar över amerikanska lag.

## Spelaren och personen
Holcombe Ward blev känd som den spelare som introducerade och fulländade den amerikanska twistserven. Denna variant av serve innebär att tennisbollen vid tillslaget ges en sådan skruv (i huvudsak överskruv) så att den studsar högt och ändrar riktning relativt den ursprungliga bollbanan.       
Ward var president för Amerikanska tennisförbundet (USLTA) 1937-1947.

## Grand Slam-titlar
- Amerikanska mästerskapen
  - Singel - 1904
  - Dubbel - 1899, 1900, 1901, 1904, 1905, 1906